# The Fearless Four
Los cuatro intrépidos (inglés: "The Fearless Four";  alemán: Die furchtlosen Vier) es una película animada musical estadounidense-alemana dirigida por Michael Coldewey, Eberhard Junkersdorf y Jürgen Richter, y escrita por Bert Henry, Dagmar Kekulé y Georg Reichel; y con música de Peter Wolf. Se basa libremente en el cuento de hadas de los hermanos Grimm, Los músicos de Bremen.

## Argumento
Este largometraje animado, se centra en un cuarteto de animales abandonados, Buster el perro, Gwendolyn la gata, Fred el burro y un gallo llamado Tortellini, quienes deciden unir sus talentos y cantar en las calles de París. Pero gracias a una señal de carretera mal colocada, terminan en Bremen, Alemania, bajo el control del malvado Dr. Avaricia, quien dirige una empresa llamada "Mix Max" que convierte a los animales en salchichas.